# John Murray (casa editrice)
John Murray è una casa editrice britannica.

## Storia

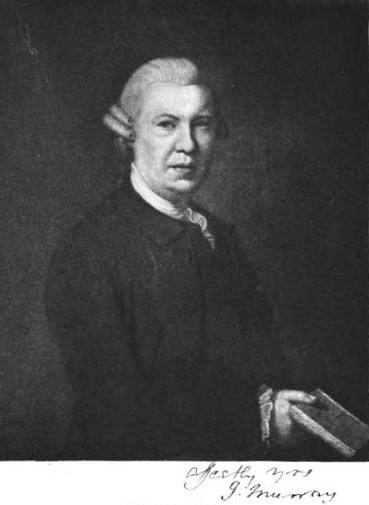
John Murray, il fondatore della casa editrice

La compagnia venne fondata a Londra nel 1768 da John Murray (1745–1793), un ufficiale di marina nato a Edimburgo che compilò un elenco di scrittori fra i quali vi era Isaac D'Israeli, e pubblicò la rivista English Review. Murray fu anche uno dei mecenati fondatori del quotidiano serale londinese The Star nel 1788.
A Murray successe il figlio omonimo (1778–1843), che rese la John Murray una delle più importanti case editrici di tutta la Gran Bretagna. La sua sede al 50 di Albemarle Street a Mayfair era frequentata da un circolo letterario.
John Murray III (1808–1892) seguì le orme del padre, e pubblicò la prima traduzione inglese di La teoria dei colori (1840) di Johann Wolfgang von Goethe, Missionary Travels (1857) di David Livingstone e L'origine delle specie (1859) di Charles Darwin.
Nel corso della sua storia, la John Murray ha anche pubblicato opere di Jane Austen, Arthur Conan Doyle, Lord Byron, Charles Lyell, Herman Melville, Edward Whymper, Thomas Malthus, Walter Scott, Washington Irving, George Crabbe e molti altri.
Dal 2004, la John Murray fa parte del conglomerato Lagardère con il marchio Hachette UK.